# Heterothera scrorcula
Heterothera scrorcula là một loài bướm đêm trong họ Geometridae.